# Lega Comunista Rivoluzionaria (Francia)
La Lega Comunista Rivoluzionaria (in francese Ligue communiste révolutionnaire, LCR) era un partito politico attivo in Francia dal 1974 al 2009, allorché ha dato luogo al Nuovo Partito Anticapitalista.
Il partito si collocava all'estrema sinistra ed era la sezione francese della IV Internazionale (Segretariato unificato). Aveva oltre 3 000 aderenti e tre portavoce (Olivier Besancenot, Alain Krivine e Roseline Vachetta); suoi erano il giornale periodico di riferimento Rouge e la rivista trimestrale teorica Critique communiste.

## Storia
Nata nel 1974, dopo una serie di scomposizioni e ricomposizioni nell'estrema sinistra francese. Tra i suoi fondatori figurano Daniel Bensaïd e Alain Krivine, due dei maggiori attivisti del Maggio francese del '68.
La LCR ha sempre privilegiato l'insediamento sociale e moltissimi dei suoi militanti erano anche attivisti sindacali, studenteschi, ambientalisti o di altri movimenti di massa.
La LCR ha partecipato a tutti gli appuntamenti elettorali a partire dal 1997.
In occasione delle Elezioni europee del 1999 la LCR formò un cartello elettorale assieme a Lutte Ouvrière, riuscendo così ad eleggere a Strasburgo due suoi rappresentanti: Alain Krivine e Roseline Vachetta.
Non è mai riuscita invece ad eleggere alcun suo membro al Parlamento francese a causa del sistema elettorale maggioritario a doppio turno.
Alle elezioni presidenziali del 2002 la LCR candidò all'Eliseo il giovane postino Olivier Besancenot, che ottenne il 4,25% pari a 1 210 562 voti assoluti.
Alle successive elezioni presidenziali del 2007 fu ripresentato lo stesso Besancenot, che aumentò i propri consensi fino a 1 498 581 voti (pari al 4,08%) e si affermò come il candidato più forte a sinistra del Partito Socialista Francese.
Dopo una discussione avviata fin dal 2007, la LCR si scioglie dando vita al Nuovo Partito Anticapitalista, allargando così la propria base a giovani ed esponenti dei movimenti sociali più attivi negli ultimi anni. Il congresso fondativo della nuova formazione politica è avvenuto il 7 febbraio 2009 ed essa ha già triplicato il numero degli iscritti rispetto a quelli della LCR dell'anno precedente.